# Schwarzkehl-Laufhühnchen

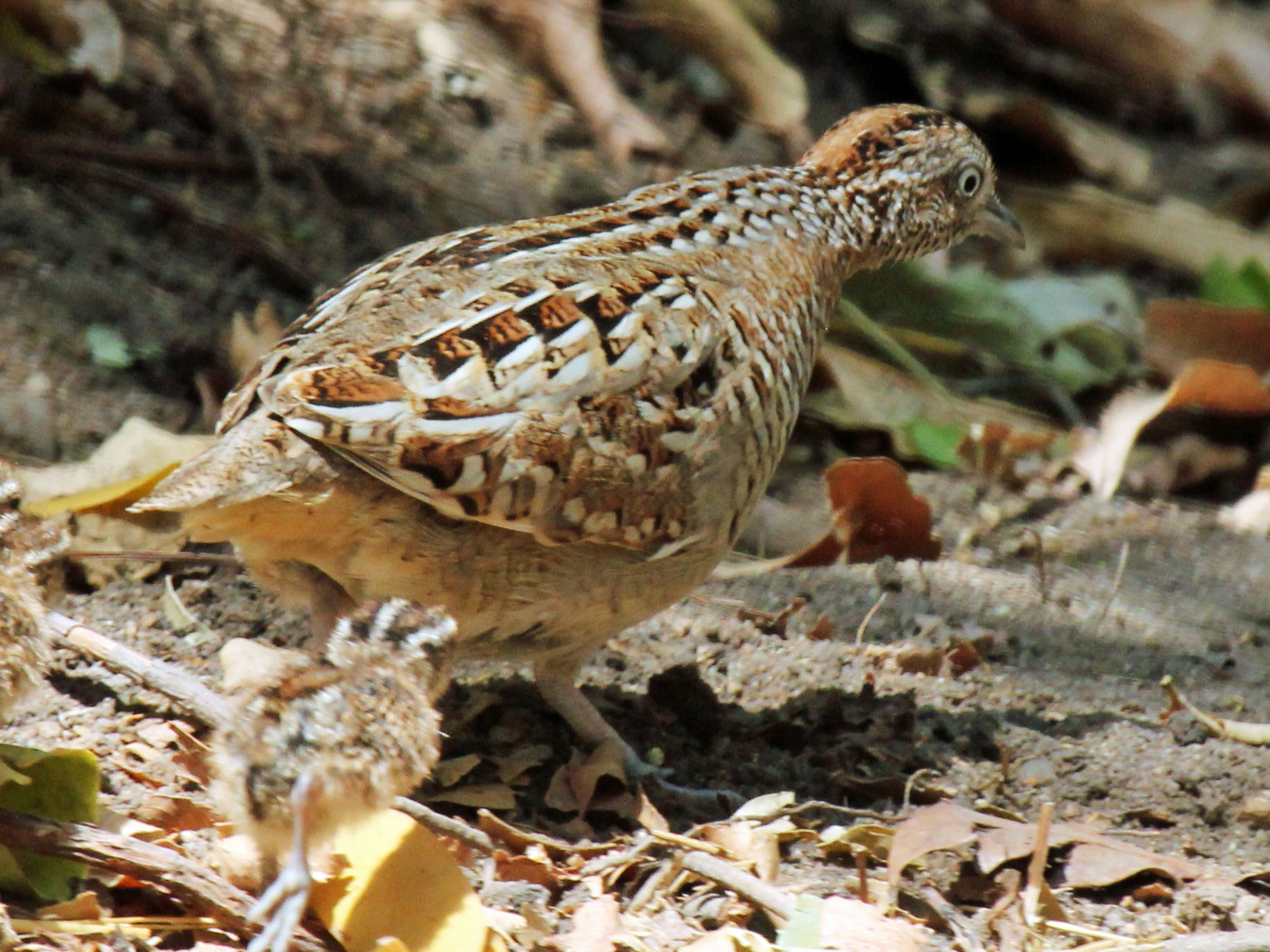
Schwarzkehl-Laufhühnchen mit Jungvogel

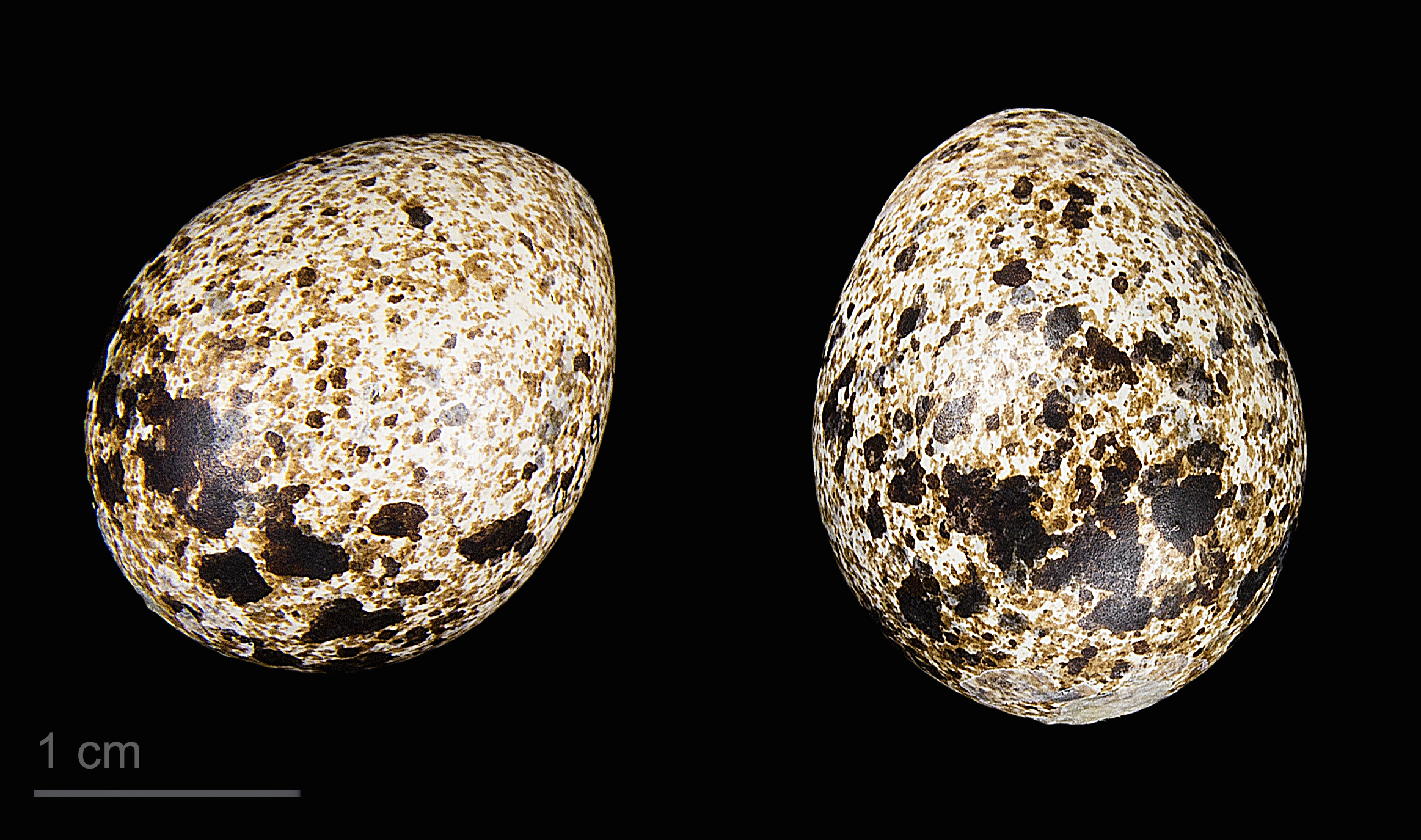
Eier des Schwarzkehl-Laufhühnchens

Das Schwarzkehl-Laufhühnchen (Turnix nigricollis) ist ein auf einigen Inseln im Indischen Ozean vorkommender Vogel aus der Familie der Laufhühnchen (Turnicidae). Das Artepitheton basiert auf den lateinischen Worten niger für ‚schwarz‘ und collum für ‚Hals‘.

## Merkmale
Schwarzkehl-Laufhühnchen erreichen eine Körperlänge von 13 bis 16 Zentimetern und ein Gewicht von 70 bis 72 Gramm bei den Männchen sowie von 59 bis 84 Gramm bei den Weibchen. Sie ähneln in ihrem Aussehen einer Wachtel (Coturnix coturnix). Der Körper ist rundlich, der Hals kurz. Zwischen den Geschlechtern besteht bezüglich der Gefiederfarbe ein deutlicher Sexualdimorphismus. Die Weibchen haben eine schwarze Kehle und orangebraune Schulterfedern. Diese beiden Merkmale fehlen bei den Männchen. Das übrige Gefieder ist bei beiden Geschlechtern ähnlich. Auf der Mitte des Kopfes sowie an den Seiten des Scheitels bilden die Schaftstriche der Federn insgesamt fünf weiße Längsstreifen. Vom dunkelbraunen Rücken hebt sich eine weiße, aus Schaftstrichen gebildete Längszeichnung ab. Die graubraunen Flügeldecken und Schwungfedern sind mit einer aus rotbraunen und weißlichen Streifen gebildeten Musterung versehen. Brust und Bauch sind hellgrau, Beine und Füße weißgrau. Der Schnabel ist blaugrau gefärbt.

## Verbreitung und Lebensraum
Das Schwarzkehl-Laufhühnchen kommt auf einigen Inseln im Indischen Ozean vor, dazu zählen Madagaskar mit umliegenden kleinen Inseln, Réunion und Juan de Nova. Auf Mauritius wurde es eingeführt, konnte dort jedoch keine stabilen Populationen bilden und ist inzwischen wieder verschwunden. Hauptlebensraum sind offenes Grasland, Savannen, trockene lichte Wälder und Zuckerrohrplantagen. Die Höhenverbreitung reicht vom Meeresspiegel bis auf maximal 2000 Meter.

## Lebensweise
Die Vögel ernähren sich von Samen und Insekten. Die Nahrung suchen sie durch Scharren mit den Füßen am Erdboden, wobei sie paarweise oder in Gruppen von bis zu zwölf Tieren auftreten. Die Brutsaison fällt auf Madagaskar in die Monate August bis Februar, auf  Réunion wurden Brutgeschäfte ganzjährig beobachtet. Die Paare leben monogam. Das Nest wird von beiden Geschlechtern in einer flachen Mulde am Boden angelegt, hat einen Innendurchmesser von ca. sieben Zentimetern, wird oftmals mit einer kleinen Überdachung versehen und mit drei bis fünf weißlichen oder rötlichen und braun, schwarz oder rot gesprenkelten Eiern bestückt, die vom Männchen in 13 bis 16 Tagen ausgebrütet werden. Verlassene Nester werden vom Weibchen zerstört. Die Küken sind Nestflüchter, bleiben noch etwa vier Wochen mit den Eltern zusammen und sind danach selbständig.

## Gefährdung
Das Schwarzkehl-Laufhühnchen kommt in seinen Vorkommensgebieten verbreitet vor und folgt zuweilen in kultivierte Gebiete. Obwohl die Art auf Madagaskar bejagt wird, gilt sie als stabil und wird demzufolge von der Weltnaturschutzorganisation IUCN als  „least concern = nicht gefährdet“ klassifiziert.